# Kiwzo Fumero
Kiwzo Fumero (Marianao, 12 de julio de 1972) es un músico cubano de género popular y jazz. Es conocido por su registro en el instrumento y su peculiar forma de improvisar e interpretar su estilo.

## Carrera
Kiwzo Fumero es un músico cubano ganador de 2 Premios Grammy  y 6 nominaciones, nacido en Marianao, La habana Cuba, es un trompetista reconocido por su amplia facilidad para el registro sobre agudo del instrumento y su concepto a la hora de improvisar. 
en Cuba comenzó su carrera profesional en el año 1991 con la creación del primer mariachi juvenil de cuba del cual fue su creador y director y el cual es actualmente "El Mariachi Real Jalisco De La Habana", luego buscando ampliar sus horizontes comenzó a tocar con orquestas como Azúcar Negra junto a Haila Maria Mompie, Danny Lozada y su timba cubana así como Salsa de Esquina.
En junio del año 2000 se radicó en la ciudad de Miami (EE. UU.) donde ha participado en importantes orquestas y ha acompañado a artistas como Gilberto Santa Rosa, Huey Dumbar, Thalia, Ttito Nieves, Rey Ruiz, José José y muchos más y en largos periodos con las orquestas de Willy Chirino, La Sonora Carruseles, la gira "Abrazame muy Fuerte" del cantautor mexicano Juan Gabriel, Tropicana all Stars, Celia Cruz y Cachao, con estos dos últimos 3 y 5 años respectivamente y en todas como trompeta líder, el maestro Cachao lo calificó para la revista especializada de nueva york "all about jazz" como "Kiwzo El Grande",
Esta misma revista durante el año 2006 lo incluyó en su catálogo estando entre los primeros 2000 músicos entre alrededor de 30000 en su catálogo cuando aun catalogaban a los músicos en orden de visitas y reportajes creados por la prensa, el periodista de jazz Bryan Zoran lo calificó como un solista e improvisador de notas sobreagudisimas así como de un ataque fiero a la hora de improvisar, y en ese mismo año la publicación "sun sentinel" lo calificó como uno de los mejores trompetistas de la florida lugar donde se publica esta revista, calificando sus solos de increíbles.
En Barbican, Londres el periodista Mike Hobart lo calificó como un virtuoso de su instrumento y un improvisador gigantesco, celebrando la facilidad de kiwzo fumero para alcansar notas super altas.
Kiwzo Fumero ha compartido escenarios con figuras de las que se nutrió cuando comenzaba a estudiar en el conservatorio y a los que admiraba, como adalberto lara "trompetica" leonardo timor, el cual en una entrevista que le realizara el diario "The New Herald" lo calificó como un trompetista imprescindible para una banda que formara el, sueño que vieron ambos cumplidos algunos meses más tarde cuando el maestro comenzara a formar un bigband en homenaje a la orquesta cubana de música moderna y llamara a fumero para el roll de lead trumpet de esta orquesta, también ha tenido el honor de compartir atril con músicos de talla mundial como Arturo Sandoval, Paquito D'Rivera, John Fadis, Israel López Cachao, Jimmy Bosch, Andy García, Chocolate Armenteros, Patato Valdez entre muchos otros.
Ha sido nominado a los premios Grammy en 7 ocasiones por grabaciones en las que ha participado como el CD 35 aniversario de Willy Chirino, los álbumes Homenaje a Benny Moré uno en vivo y uno en estudio los cuales fueron nominados 3 veces en los Grammy academy awards y el Grammy latino discos en los que el grabara toda la sección de trompetas, así como varias producciones con Cachao entre ellas la última del maestro titulada "the last mambo" grabación en vivo en el carnival center de la ciudad de Miami, disco ganador del Latin Grammy 2011 y de los 54th Grammy academy Awards en febrero de 2012, así como para roberto torres entre otros.
En octubre del 2007 fue invitado a brindar su música en "THE WHITE HOUSE" para el entonces presidente de los Estados Unidos de América, George W Bush el cual le entregara un reconocimiento por entregar su arte y su talento en virtud del evento principal para celebrar el mes de la herencia hispana en los Estados Unidos. y siendo la foto del día y la portada de muchos diarios del país incluido el Miami Herald la foto que se realizaran el presidente George W. Bush, Israel López Cachao y Kiwzo Fumero.

## Discografía y cine
- Birdland 2019
- Gonna Fly Now (single) con Ed Calle y Joel Nuñez 2016
- There's no changing you (single) 2015
- Yesterday (single) live recording 2015
- "The last mambo" disco ganador de dos Grammy's 2007
- "25 aniversario Willy Chirino" dos nominaciones al Grammy 2005
- "Tropicana all stars, Homenaje a Benny More" dos nominaciones al Grammy -2004-
- Roberto Torres y la Chachacha All stars -2005-
- Cachao, uno más. Película -2006-
- Baby Grand, Kiwzo Fumero and Arturo Sandoval (CD Baby, 2022)